# 巴氏隱帶麗魚
巴氏隱帶麗魚，為輻鰭魚綱鱸形目隆頭魚亞目慈鯛科的其中一種，分布於南美洲秘魯Tierra típica的淡水流域，體長可達6.4公分，生活在水流湍急、植被覆蓋的溪流，生活習性不明。

## 擴展閱讀
維基物種上的相關：巴氏隱帶麗魚